# Regio VII (Pompeia)
Llista dels monuments presents a la Regio VII de les excavacions arqueològiques de Pompeia. Comprèn la part occidental del centre la ciutat. Està limitada al nord per la via de la Fortuna i la via de les Termes, al sud per la via de l'Abundància i la via Marina, a l'est per la via Estabiana i a l'oest per la muralla fins a la porta Marina, a l'extrem meridional.

Plànol de Pompeia, amb les distintes regiones o districtes en què estava dividida
Plànol de Pompeia on es ressenyen (en anglès) els principals edificis i vies urbanes
Mapa de situació de la Pompeia romana, on es veu l'àrea afectada per l'erupció del Vesuvi del 79

## Insula 1
| Pos. | Imatge | Nom                            | Descripció | Ref. |
| ---- | ------ | ------------------------------ | --- | ---- |
| 1    | -      | Botiga                         | - |      |
| 2    |        | Botiga de Pròcul               | - |      |
| 3    |        | Botiga                         | - |      |
| 4    |        | Botiga                         | - |      |
| 5    |        | Botiga                         | - |      |
| 6    |        | Botiga                         | - |      |
| 7    |        | Botiga de M. Ampul·li Cosme    | - |      |
| 8    |        | Termes Estabianes              | - |      |
| 9    |        | Botiga de Sesti Pròcul         | - |      |
| 10   |        | Botiga                         | - |      |
| 11   |        | Botiga de Sabí                 | - |      |
| 12   |        | Botiga                         | - |      |
| 13   | -      | Botiga                         | - |      |
| 14   | -      | Entrada secundària (VII.1.8.)  | - |      |
| 15   | -      | Entrada secundària (VII.1.8.)  | - |      |
| 16   |        | Botiga                         | - |      |
| 17   |        | Entrada secundària (VII.1.8.)  | - |      |
| 18   | -      | Identificació no segura        | - |      |
| 19   |        | Botiga                         | - |      |
| 20   | -      | Botiga                         | - |      |
| 21   |        | Botiga                         | - |      |
| 22   |        | Casa sense nom                 | - |      |
| 23   |        | Latrina pública                | - |      |
| 24   |        | Botiga                         | - |      |
| 25   |        | Entrada secundària (VII.1.47.) | - |      |
| 26   |        | Botiga de Cerat                | - |      |
| 27   |        | Casa amb botiga                | - |      |
| 28   |        | Botiga                         | - |      |
| 29   | -      | Accés a la planta superior     | - |      |
| 30   |        | Estable                        | - |      |
| 31   |        | Botiga                         | - |      |
| 32   |        | Caupona de Clodi Nimfodot      | - |      |
| 33   | -      | Accés a la planta superior     | - |      |
| 34   | -      | Botiga                         | - |      |
| 35   | -      | Botiga                         | - |      |
| 36   | -      | Fleca de Modest                | - |      |
| 37   | -      | Botiga                         | - |      |
| 38   | -      | Accés a la planta superior     | - |      |
| 39   | -      | Taverna                        | - |      |
| 40   | -      | Casa de M. Cesi Bland          | També anomenada Casa de Mart i Venus, fou excavada el 1848 i el 1862. L'atri té un impluvium de tuf i gairebé tot el terra de mosaic, on a prop de l'entrada hi apareixen dofins. Segueix el tablinum i el peristil, amb la columnata gairebé completament intacta. Hi ha tres habitacions amb restes de pintures i mosaics. |      |
| 41   | -      | Taverna de M. Noni Campani     | - |      |
| 42   | -      | Taverna sutrina                | - |      |
| 43   | -      | Entrada secundària (VII.1.40)  | - |      |
| 44   | -      | Hospici dels Sitis             | - |      |
| 45   | -      | Entrada secundària (VII.1.44.) | - |      |
| 46   | -      | Entrada secundària (VII.1.47.) | - |      |
| 47   | -      | Casa de Siric                  | Va pertànyer a dos germans o dos socis d'un negoci, Siric i Nummià, i està formada per la unió de dos habitatges. Té un atri d'estil toscà, un oecus amb frescos (com Orestes i Pílades, i Mart i Venus), i a l'atri d'entrada hi ha un epígraf que elogia els guanys.                                                       |      |
| 48   | -      | Entrada secundària (VII.1.8.)  | - |      |
| 49   | -      | Botiga                         | - |      |
| 50   | -      | Entrada secundària (VII.1.8.)  | - |      |
| 51   | -      | Entrada secundària (VII.1.8.)  | - |      |
| 52   | -      | Botiga                         | - |      |
| 53   | -      | Botiga                         | - |      |
| 54   | -      | Botiga                         | - |      |
| 55   | -      | Botiga                         | - |      |
| 56   | -      | Botiga                         | - |      |
| 57   | -      | Botiga                         | - |      |
| 58   | -      | Entrada secundària (VII.1.8.)  | - |      |
| 59   | -      | Accés a la planta superior     | - |      |
| 60   | -      | Botiga                         | - |      |
| 61   | -      | Botiga                         | - |      |
| 62   | -      | Entrada secundària (VII.1.1.)  | - |      |

## Insula 2
| Pos. | Imatge | Nom                            | Descripció | Ref. |
| ---- | ------ | ------------------------------ | --- | ---- |
| 1    | -      | Botiga                         | - |      |
| 2    | -      | Botiga                         | - |      |
| 3    | -      | Casa de T. Terenci Pròcul      | Va ser explorada diverses vegades entre 1843 i 1868. Després de passar el gran vestíbul de l'entrada, es pot accedir directament al peristil, on hi devia haver una cisterna al centre. La casa també tenia una zona dedicada a fleca, amb un forn i pedres de molí. La decoració principal era representada per un larari amb un fresc d'una verge vestal en l'acte de vessar libacions, amb un ruc al darrere i un Genius.                                              |      |
| 4    |        | Botiga                         | - |      |
| 5    |        | Botiga                         | - |      |
| 6    | -      | Casa de T. Terenci Neó         | Va ser explorada entre el 1843 i el 1868, i és una casa de dimensions modestes, de planta irregular, amb atri amb impluvium de marbre i vuit habitacions, en algunes de les quals encara es poden veure decoracions a les parets, sobretot al sòcol. Al mur nord de l'exedra es va trobar un dels frescos més famosos de l'antiga Pompeia, el de Terenci Neó amb la seva esposa.                                                                                          |      |
| 7    |        | Botiga                         | - |      |
| 8    |        | Accés a la planta superior     | - |      |
| 9    |        | Botiga                         | - |      |
| 10   |        | Botiga                         | - |      |
| 11   |        | Taller de tintoreria d'Uboni   | - |      |
| 12   |        | Botiga                         | - |      |
| 13   |        | Botiga                         | - |      |
| 14   |        | Casa d'Optació                 | S'anomena així a causa de la troballa d'un grafit que porta aquest nom. L'atri conserva l'impluvium, mentre que al tablinum són visibles les restes de l'antic mosaic del terra. A la resta de la casa, en diferents habitacions, hi ha restes d'arrebossat amb fons negre, mentre que en una habitació vora el jardí hi ha un larari amb un fresc, ara esvaït, amb una serp a la base i dues divinitats al damunt.                                                       |      |
| 15   |        | Popina i caupona d'Optació     | - |      |
| 16   | -      | Casa de Gavi Ruf               | També anomenada Casa de Teseu o Casa dels Set Esquelets, es va excavar el 1867. A l'interior es van trobar set cossos, dels quals només d'un es va poder obtenir el motlle de calç. De planta irregular, consta d'un atri amb impluvium i jardí amb restes de la columnata, i al mig una petita piscina. Es conserven els mosaics del paviment i els frescos del segon i tercer estil pompeià, especialment els de l'exedra.                                              |      |
| 17   | -      | Botiga                         | - |      |
| 18   | -      | Casa de C. Vibi                | Té l'esquema clàssic de la casa romana. A l'atri hi ha les restes d'una taula de marbre amb els peus decorats i al voltant hi ha els dormitoris, en un dels quals es va trobar la representació d'un paisatge sagrat. Després continua amb un jardí i les restes del peristil amb el pòrtic, on al centre hi devia haver una piscina, mentre que al triclini es van trobar tres llits on ajeure's a menjar, de fusta i bronze, amb incrustacions de plata i coure.        |      |
| 19   | -      | Accés a la planta superior     | - |      |
| 20   | -      | Casa de N. Popidi Prisc        | També coneguda com la Casa dels Marbres, es va explorar entre el 1833 i el 1864. Entre les seves principals troballes hi ha l'estàtua d'un Silè. L'atri consta d'impluvium i al voltant hi ha diverses habitacions amb restes de decoracions a les parets de color negre i vermell. Al jardí, a més de bases de columnes, es va trobar una escala que conduïa al celler, a l'interior del qual hi ha un larari amb un fresc i un altar on es van trobar restes d'ofrenes. |      |
| 21   | -      | Accés a la planta superior     | - |      |
| 22   | -      | Fleca de Popidi Prisc          | - |      |
| 23   | -      | Casa de l'Eros Castigat        | També anomenada Casa de Veti, es diu així per la troballa d'un fresc que mostra Venus castigant Eros per haver comès un error durant el llançament d'una fletxa. La casa és de planta regular, amb atri i tablinum, on es va trobar el fresc principal, juntament amb un altre que representa Mart i Venus. |      |
| 24   | -      | Entrada secundària (VII.2.25.) | - |      |
| 25   | -      | Casa de les Quadrigues         | També anomenada Casa de la Caça Nova, té un llarg passadís d'entrada vora el qual s'obre la cuina, que conserva les restes d'un larari amb pintures ara esvaïdes, mentre que les del triclinium s'han extret per conservar-les al Museu Arqueològic de Nàpols, inclòs el fresc del taller d'Hefest. També es conserva el viridarium, amb escenes de jardí on es representen plantes, flors, fonts i grans animals.                                                        |      |
| 26   | -      | Botiga                         | - |      |
| 27   | -      | Botiga                         | - |      |
| 28   | -      | Habitació de prostitutes       | - |      |
| 29   | -      | Accés a la planta superior     | - |      |
| 30   | -      | Botiga                         | - |      |
| 31   | -      | Accés a la planta superior     | - |      |
| 32   | -      | Caupona de Filip               | - |      |
| 33   | -      | Entrada secundària (VII.2.32.) | - |      |
| 34   | -      | Botiga                         | - |      |
| 35   | -      | Casa de Mercuri                | Va ser excavada el 1844, el 1848 i el 1862. Amb una mica més de 200 m², passada l'entrada s'entra a l'atri amb impluvium, del qual resta una columna, i al voltant hi ha les vuit habitacions que formen la casa. A les parets es troben restes de decoracions murals de color vermell i negre. També hi ha les restes d'una escala que donava al pis superior i una altra que donava al celler.                                                                          |      |
| 36   | -      | Botiga                         | - |      |
| 37   | -      | Botiga                         | - |      |
| 38   | -      | Casa de Popidi Prisc           | Fa poc més de 100 m² i es compon de sis habitacions. En algunes, especialment al tablinum i a l'atri, es conserven plafons decoratius de color groc i vermell. La casa també tenia un segon pis. |      |
| 39   | -      | Botiga                         | - |      |
| 40   | -      | Botiga                         | - |      |
| 41   | -      | Botiga                         | - |      |
| 42   | -      | Botiga                         | - |      |
| 43   | -      | Botiga de Magoni               | - |      |
| 44   | -      | Taverna d'Hedone               | - |      |
| 45   | -      | Casa de l'Os Ferit             | El nom li ve d'un mosaic situat a l'entrada de la casa, que representa un os ferit per una llança. N'és característic el jardí, amb parets amb frescos i una font decorada amb un mosaic que representa Venus en una petxina i, a sota, Neptú amb el trident. |      |
| 46   | -      | Botiga                         | - |      |
| 47   | -      | Latrina pública                | - |      |
| 48   | -      | Casa de D. Caprasi Prim        | Va ser explorada a la segona meitat del segle xix i té la planta irregular. Encara es conserven restes de decoracions pictòriques en una habitació, amb clavilles afegides durant les exploracions borbòniques. A la mateixa habitació també és fàcil d'imaginar, a causa de les decoracions d'estuc, que tenia un sostre de volta. |      |
| 49   | -      | Botiga                         | - |      |
| 50   | -      | Botiga                         | - |      |
| 51   | -      | Casa de Sueti, Potit i Elainus | Té una entrada amb capitells quadrats de tuf, i a la façana principal hi ha inscripcions electorals. L'interior de la casa es compon d'atri, tablinium, triclini, cuina amb les restes de la llar de foc i el forn, jardí i viridarium, i en algunes d'aquestes habitacions és possible veure les restes d'estucs i de frescos, que, com els del passadís d'entrada, estan decorats segons el primer estil pompeià, amb dissenys geomètrics de colors.                    |      |
| 52   | -      | Botiga                         | - |      |
| 53   | -      | Accés a la planta superior     | - |      |

## Insula 3
| Pos. | Imatge | Nom                            | Descripció | Ref. |
| ---- | ------ | ------------------------------ | --- | ---- |
| 1    |        | Caupona                        | - |      |
| 2    |        | Accés a la planta superior     | - |      |
| 3    |        | Casa amb botiga                | - |      |
| 4    |        | Casa amb botiga                | - |      |
| 5    |        | Botiga                         | - |      |
| 6    |        | Casa sense nom                 | - |      |
| 7    | -      | Botiga                         | - |      |
| 8    |        | Casa amb botiga                | - |      |
| 9    |        | Restaurant                     | - |      |
| 10   |        | Botiga                         | - |      |
| 11   | -      | Casa d'Hèrcules Infant         | Va ser excavada diverses vegades entre el 1837 i el 1867. Un cop passada l'entrada hi ha les restes d'una escala que donava al pis superior. L'atri té restes escasses de l'impluvium i al jardí hi havia un larari amb un edicle. La casa era propietat d'un egipci, ja que a l'interior s'hi va trobar un banc decorat amb símbols de la cultura egípcia; aquesta troballa es conserva al Museu Arqueològic Nacional de Nàpols. |      |
| 12   |        | Botiga                         | - |      |
| 13   |        | Casa del Doble Larari          | Va ser explorada entre 1837 i 1869 i es diu així perquè al jardí hi ha les restes de dos lararis superposats. La casa tenia entrada directa des d'una botiga, i després venen l'atri, el tablinum i el jardí. Més enllà hi ha els dormitoris i la cuina, en la qual hi havia, al costat de la llar de foc, un larari pintat, actualment perdut.                                                                                   |      |
| 14   | -      | Botiga                         | - |      |
| 15   | -      | Entrada secundària (VII.3.14.) | - |      |
| 16   | -      | Botiga                         | - |      |
| 17   | -      | Entrada secundària (VII.3.11.) | - |      |
| 18   | -      | Botiga                         | - |      |
| 19   | -      | Botiga                         | - |      |
| 20   | -      | Botiga                         | - |      |
| 21   |        | Botiga                         | - |      |
| 22   |        | Botiga                         | - |      |
| 23   |        | Casa amb botiga                | - |      |
| 24   | -      | Botiga                         | - |      |
| 25   | -      | Casa sense nom                 | - |      |
| 26   | -      | Identificació no segura        | - |      |
| 27   | -      | Accés a la planta superior     | - |      |
| 28   | -      | Thermopolium                   | - |      |
| 29   | -      | Casa de M. Espuri Mesori       | Presenta un atri d'entrada amb un brocal de pou de marbre. Se n'ha perdut l'impluvi, la forma del qual difícilment es pot reconèixer, i al voltant hi ha dormitoris i el triclini, que conté traces de decoració pictòrica de color vermell i groc. En un dormitori, els plafons decoratius s'han mantingut gairebé intactes, juntament amb els estucs i el paviment.                                                             |      |
| 30   | -      | Casa del Forner                | També anomenada Casa del Magistrat Anònim, fou excavada el 1863 i el 1869. Rep aquest nom perquè a l'interior s'hi va trobar un fresc al qual s'han donat dues interpretacions diferents: la primera és que es tracta d'una fleca, mentre que segons la segona interpretació es tracta d'un magistrat que reparteix pa al poble. La casa consta d'atri, cuina amb latrina, oecus i triclini, així com de diversos dormitoris.     |      |
| 31   | -      | Botiga                         | - |      |
| 32   | -      | Accés a la planta superior     | - |      |
| 33   | -      | Entrada secundària (VII.3.34.) | - |      |
| 34   | -      | Botiga                         | - |      |
| 35   | -      | Accés a la planta superior     | - |      |
| 36   | -      | Accés a la planta superior     | - |      |
| 37   | -      | Botiga                         | - |      |
| 38   | -      | Casa sense nom                 | - |      |
| 39   | -      | Entrada secundària (VII.3.1.)  | - |      |
| 40   | -      | Entrada secundària (VII.3.1.)  | - |      |

## Insula 4
| Pos. | Imatge | Nom                              | Descripció | Ref. |
| ---- | ------ | -------------------------------- | --- | ---- |
| 1    |        | Temple de la Fortuna Augusta     | Construït cap al final del segle i aC, va ser dedicat a l'emperador August. La construcció la va encarregar Marc Tul·li en uns terrenys seus. La mida del temple era força petita i contenia cinc fornícules a la cella on es guardaven les estàtues de la deessa Fortuna, de la família imperial i probablement del mateix Marc Tul·li.                                                                               |      |
| 2    |        | Àrea privada de Marc Tul·li      | - |      |
| 3    |        | Botiga                           | - |      |
| 4    |        | Thermopolium                     | - |      |
| 5    |        | Accés a la planta superior       | - |      |
| 6    |        | Botiga                           | - |      |
| 7    |        | Botiga                           | - |      |
| 8    | -      | Identificació no segura          | - |      |
| 9    |        | Botiga                           | - |      |
| 10   |        | Casa de Bacus                    | Alberga la direcció de les excavacions, fou explorada el 1824 i el 1826 i posteriorment danyada pel bombardeig de la Segona Guerra Mundial el 1943. S'anomena així a causa del descobriment d'un fresc a mida natural de Bacus amb una pantera als peus. De la casa només en resta l’impluvium restaurat, mentre que a la zona de l'exedra s'han trobat altres frescos i un paviment de marbre.                        |      |
| 11   |        | Botiga                           | - |      |
| 12   | -      | Accés a la planta superior       | - |      |
| 13   |        | Botiga                           | - |      |
| 14   |        | Botiga d'Aureli                  | - |      |
| 15   | -      | Entrada secundària (VII.4.16.)   | - |      |
| 16   |        | Caupona del Gremi de Camàlics    | - |      |
| 17   |        | Botiga                           | - |      |
| 18   | -      | Botiga                           | - |      |
| 19   | -      | Botiga                           | - |      |
| 20   | -      | Botiga                           | - |      |
| 21   | -      | Botiga                           | - |      |
| 22   | -      | Casa amb botiga                  | - |      |
| 23   | -      | Botiga                           | - |      |
| 24   | -      | Botiga                           | - |      |
| 25   | -      | Botiga                           | - |      |
| 26   | -      | Botiga                           | - |      |
| 27   | -      | Botiga                           | - |      |
| 28   | -      | Botiga                           | - |      |
| 29   | -      | Botiga                           | - |      |
| 30   | -      | Botiga                           | - |      |
| 31   | -      | Casa dels Capitells Acolorits    | Data del segle ii aC, amb nombroses reconstruccions als segles següents. S'anomena així a causa de la presència de dos capitells ornamentats al vestíbul d'entrada. Presenta moltes decoracions del primer estil pompeià i es caracteritza per un atri toscà amb setze columnes de tuf i dos peristils. |      |
| 32   | -      | Botiga                           | - |      |
| 33   | -      | Entrada secundària (VII.4.31.)   | - |      |
| 34   | -      | Botiga                           | - |      |
| 35   | -      | Botiga                           | - |      |
| 36   | -      | Botiga                           | - |      |
| 37   | -      | Botiga                           | - |      |
| 38   | -      | Botiga                           | - |      |
| 39   | -      | Botiga                           | - |      |
| 40   | -      | Casa sense nom                   | - |      |
| 41   | -      | Accés a la planta superior       | - |      |
| 42   | -      | Habitació de prostitutes         | - |      |
| 43   | -      | Entrada secundària (VII.4.48.)   | - |      |
| 44   | -      | Accés a la planta superior       | - |      |
| 45   | -      | Botiga                           | - |      |
| 46   |        | Botiga                           | - |      |
| 47   |        | Botiga                           | - |      |
| 48   |        | Casa de la Caça Antiga           | Conserva l'estructura original, és a dir, formada per l'entrada, l'atri i el tablinum, finament decorat amb un sòcol que imita el marbre, mentre que a la predel·la es dibuixen paisatges nilòtics. El jardí té un fresc en mal estat a la paret del darrere, que descriu una caça de feres. També té una sala a prop de l'atri que té força interès.                                                                  |      |
| 49   |        | Botiga                           | - |      |
| 50   |        | Botiga                           | - |      |
| 51   |        | Entrada secundària (VII.4.31.)   | - |      |
| 52   |        | Botiga                           | - |      |
| 53   |        | Botiga                           | - |      |
| 54   |        | Accés a la planta superior       | - |      |
| 55   |        | Botiga                           | - |      |
| 56   |        | Casa del Gran Duc de Toscana     | A la façana exterior hi ha un emblema de terracota que representa una àguila, mentre que a l'interior hi ha un atri amb impluvium, envoltat d'habitacions, en una de les quals hi ha un larari amb un fresc i un sòcol de color vermell. Després ve un tablinum, on es va trobar el fresc de l'execució de Dirce. Al jardí hi ha una font en una fornícula completament recoberta amb mosaics i decorada amb petxines. |      |
| 57   |        | Casa dels Capitells amb Figures  | S'anomena així perquè a les columnes de l'entrada hi havia capitells sobre els quals hi ha tallades diferents figures, com un home i una dona, un sàtir borratxo i una mènade. L'atri conserva l’impluvium i el brocal de pou. Al jardí s'han conservat les columnes del peristil. En algunes habitacions es troben restes d'arrebossat i de paviment.                                                                 |      |
| 58   | -      | Botiga                           | - |      |
| 59   |        | Casa de la Paret Negra           | També coneguda com la Casa dels Bronzes, pren el nom del triclini que tenia les parets pintades de negre, del quart estil pompeià, destruïdes en part després del bombardeig del 1943 i parcialment restaurades. La casa té un atri amb diverses habitacions al voltant que van ser danyades durant la Segona Guerra Mundial, i un jardí amb peristil. També s'hi van trobar restes de capitells de tuf de Nucèria.    |      |
| 60   | -      | Botiga de Saturní                | - |      |
| 61   | -      | Entrada secundària (VII.4.60.)   | - |      |
| 62   | -      | Casa de les Figures de Terracota | També coneguda com la Casa de Tul·li Faust, va ser explorada el 1832 i el 1837. Presenta el disseny clàssic de les cases romanes i s'hi conserven restes de decoracions del tercer estil pompeià, tant en forma de pintura com d'estuc. A prop de l'entrada s'hi va trobar un anell de bronze. |      |
| 63   | -      | Botiga                           | - |      |

## Insula 5
| Pos. | Imatge | Nom                        | Descripció | Ref. |
| ---- | ------ | -------------------------- | ---------- | ---- |
| 1    |        | Accés a la planta superior | -          |      |
| 2    | -      | Termes del Fòrum           | -          |      |
| 3    | -      | Botiga                     | -          |      |
| 4    | -      | Botiga                     | -          |      |
| 5    | -      | Botiga                     | -          |      |
| 6    | -      | Botiga                     | -          |      |
| 7    | -      | Termes del Fòrum           | -          |      |
| 8    | -      | Termes del Fòrum           | -          |      |
| 9    | -      | Habitació                  | -          |      |
| 10   | -      | Termes del Fòrum           | -          |      |
| 11   | -      | Botiga                     | -          |      |
| 12   | -      | Termes del Fòrum           | -          |      |
| 13   | -      | Botiga                     | -          |      |
| 14   | -      | Thermopolium               | -          |      |
| 15   | -      | Lleteria                   | -          |      |
| 16   | -      | Botiga                     | -          |      |
| 17   | -      | Caupona                    | -          |      |
| 18   | -      | Botiga                     | -          |      |
| 19   | -      | Botiga                     | -          |      |
| 20   | -      | Botiga                     | -          |      |
| 21   |        | Botiga                     | -          |      |
| 22   |        | Botiga                     | -          |      |
| 23   |        | Botiga                     | -          |      |
| 24   |        | Termes del Fòrum           | -          |      |
| 25   |        | Botiga                     | -          |      |
| 26   |        | Botiga                     | -          |      |
| 27   |        | Botiga                     | -          |      |
| 28   |        | Botiga                     | -          |      |
| 29   |        | Botiga d'Acast             | -          |      |

## Insula 6
| Pos. | Imatge | Nom                                | Descripció | Ref. |
| ---- | ------ | ---------------------------------- | --- | ---- |
| 1    | -      | Accés a la planta superior         | - |      |
| 2    | -      | Thermopolium                       | - |      |
| 3    | -      | Casa de Diana III                  | També anomenada Casa de M. Espuri Saturní i D. Volci Modest, fou excavada el 1760 i després, després de ser saquejada, fou enterrada. Explorada de nou entre 1841 i 1910, fou arrasada durant els bombardeigs de 1943, que la van reduir a un munt de runa. Entre el 2007 i el 2010, els treballs de restauració en van protegir part de la cuina, que té les restes d'un larari amb un fresc. Una de les principals troballes és una estàtua de Diana.              |      |
| 4    | -      | Botiga                             | - |      |
| 5    | -      | Accés a la planta superior         | - |      |
| 6    | -      | Botiga                             | - |      |
| 7    | -      | Casa sense nom                     | - |      |
| 8    | -      | Botiga                             | - |      |
| 9    | -      | Accés a la planta superior         | - |      |
| 10   | -      | Botiga                             | - |      |
| 11   | -      | Casa sense nom                     | - |      |
| 12   | -      | Botiga                             | - |      |
| 13   | -      | Accés a la planta superior         | - |      |
| 14   | -      | Botiga                             | - |      |
| 15   | -      | Taverna                            | - |      |
| 16   | -      | Botiga                             | - |      |
| 17   | -      | Cisterna de les Termes del Fòrum   | - |      |
| 18   | -      | Cisterna de les Termes del Fòrum   | - |      |
| 19   | -      | Botiga d'un comerciant de pigments | - |      |
| 20   | -      | Caupona de M.C.N.                  | - |      |
| 21   | -      | Botiga                             | - |      |
| 22   | -      | Caupona                            | - |      |
| 23   | -      | Thermopolium                       | - |      |
| 24   | -      | Entrada secundària (VII.6.23.)     | - |      |
| 25   | -      | Entrada secundària (VII.6.23.)     | - |      |
| 26   | -      | Thermopolium                       | - |      |
| 27   | -      | Botiga                             | - |      |
| 28   | -      | Casa del Peristil                  | També anomenada Casa de Secund Tirà Fortunat, va ser fortament bombardejada durant la Segona Guerra Mundial, cosa que va provocar la destrucció d'algunes habitacions que conservaven pintures del tercer estil pompeià. Tanmateix, les principals decoracions es van arrencar durant el període borbònic i es van conservar al Museu Arqueològic de Nàpols. A més dels diversos frescos, es van recuperar tasses i gerros d'ivori, embellits amb figures en relleu. |      |
| 29   | -      | Botiga                             | - |      |
| 30   | -      | Casa de Petuci Quinti              | Anomenada així a causa del descobriment d'aquest nom en una àmfora col·locada a l'entrada. Es va explorar cap al final del segle xviii i durant les primeres excavacions borbòniques se'n va treure tota la decoració principal. Hi ha traces de columnes estucades i parets pintades de vermell i groc. |      |
| 31   | -      | Botiga                             | - |      |
| 32   | -      | Accés a la planta superior         | - |      |
| 33   | -      | Botiga                             | - |      |
| 34   | -      | Botiga                             | - |      |
| 35   | -      | Prostíbul                          | - |      |
| 36   | -      | Entrada secundària (VII.6.35.)     | - |      |
| 37   | -      | Entrada secundària (VII.6.30.)     | - |      |
| 38   | -      | Casa de Cipi Pàmfil Fèlix          | Consta d'un atri i d'un petit jardí amb les restes de quatre columnes. Entre les habitacions, en un oecus, podem veure restes de pintura amb formes geomètriques, mentre que les més ben conservades ara són al Museu Arqueològic de Nàpols, com el fresc del larari que es va trobar a la cuina. |      |

## Insula 7
| Pos. | Imatge | Nom                            | Descripció | Ref. |
| ---- | ------ | ------------------------------ | --- | ---- |
| 1    |        | Botiga                         | - |      |
| 2    |        | Entrada secundària (VII.7.2.)  | - |      |
| 3    | -      | Botiga                         | - |      |
| 4    |        | Botiga                         | - |      |
| 5    |        | Casa de Triptòlem              | Va ser explorada entre el 1859 i el 1871. Té un passadís d'entrada que dona a l'atri amb impluvium, seguit del tablinum i del peristil, en el qual hi havia un altar de maçoneria, decorat amb flors grogues i vermelles. Durant les excavacions s'hi van trobar setze llànties de terracota, mentre que els frescos del segon i el quart estil pompeià conservats al tablinum es van perdre després del bombardeig del 1943.   |      |
| 6    |        | Botiga                         | - |      |
| 7    |        | Botiga                         | - |      |
| 8    | -      | Accés a la planta superior     | - |      |
| 9    |        | Thermopolium                   | - |      |
| 10   |        | Casa de Ròmul i Rem            | S'anomena així per la troballa d'un fresc a l'oecus que representa la fundació de Roma amb Ròmul i Rem i la lloba capitolina. Aquestes pintures, juntament amb moltes altres, es van perdre després d'un bombardeig durant la Segona Guerra Mundial. En resta una part dels sòcols sobre els quals es dibuixaven els plafons, sovint amb escenes d'animals. També s'hi va trobar l'esquelet d'un home amb un anell d'or al dit. |      |
| 11   |        | Botiga de Furi                 | - |      |
| 12   | -      | Accés a la planta superior     | - |      |
| 13   | -      | Casa sense nom                 | - |      |
| 14   | -      | Entrada secundària (VII.7.2.)  | - |      |
| 15   | -      | Entrada secundària (VII.7.2.)  | - |      |
| 16   | -      | Casa del Veterà Julià          | Va ser explorada el 1871. La casa no tenia atri i s'accedia directament al peristil, on es va col·locar un aviari, del qual encara es poden veure les restes de la base, amb pedres disposades en cercle. No hi ha formes decoratives. |      |
| 17   | -      | Entrada secundària (VII.7.23.) | - |      |
| 18   | -      | Caupona de Luci Numini         | - |      |
| 19   | -      | Casa sense nom                 | - |      |
| 20   | -      | Accés a la planta superior     | - |      |
| 21   | -      | Casa de l'Altar de Júpiter     | Es tracta d'una casa de dimensions modestes investigada quatre vegades entre 1817 i 1868, i posteriorment molt malmesa pels atacs aeris de la Segona Guerra Mundial, que en van provocar la destrucció d'habitacions i frescos. |      |
| 22   | -      | Altar de Júpiter               | - |      |
| 23   | -      | Casa de C. Juli Primigeni      | Va ser excavada el 1845 i el 1859. En resten traces del peristil amb columnes, que van ser destruïdes en part pels bombardeigs del 1943, així com les restes d'un larari amb una serp a la base i dibuixos de plantes a la fornícula. |      |
| 24   | -      | Botiga                         | - |      |
| 25   | -      | Botiga                         | - |      |
| 26   | -      | Entrada oest del Fòrum         | - |      |
| 27   | -      | Botiga                         | - |      |
| 28   | -      | Latrina del Fòrum              | - |      |
| 29   |        | Mercat del gra del Fòrum       | - |      |
| 30   | -      | Escola                         | - |      |
| 31   | -      | Mensa Ponderaria               | Taulell amb els pesos i les mesures que es feien servir a les transaccions comercials. |      |
| 32   |        | Temple d'Apol·lo               | Originàriament era el temple principal de Pompeia, després va ser reemplaçat pel temple dedicat a Júpiter. En alguns pedestals hi ha còpies de les estàtues de Venus, Hermafrodita i d'Apol·lo arquer. A l'esquerra de la cella també hi ha l'ómphalos, mentre que al llarg dels murs del perímetre, en alguns nínxols, hi ha frescos d'escenes de la guerra de Troia.                                                          |      |

## Insula 8
| Pos. | Imatge | Nom               | Descripció | Ref. |
| ---- | ------ | ----------------- | --- | ---- |
| -    |        | Fòrum             | Era la plaça principal de la ciutat. A l'interior s'hi feien reunions polítiques, econòmiques i religioses, i al perímetre hi havia els edificis més importants de Pompeia. Construït cap al segle iv aC, es va modernitzar completament al segle ii aC i en el període d'August. |      |
| -    |        | Temple de Júpiter | Va ser el principal edifici sacre de la ciutat i data del 250 aC. Va estar dedicat inicialment a Júpiter i, després de la conquesta de Sul·la, es va fer servir per al culte de la Tríada Capitolina.                                                                             |      |

## Insula 9
| Pos. | Imatge | Nom                            | Descripció | Ref. |
| ---- | ------ | ------------------------------ | --- | ---- |
| 1    |        | Edifici d'Eumàquia             | La seva funció encara és incerta. Segurament construït per Eumàquia, sacerdotessa de Venus, per iniciar el seu fill en la carrera política, devia ser el mercat de la llana o la seu del gremi dels fullones o bugaders. Entre les troballes en destaca una gran estàtua que representa la sacerdotessa.                                                          |      |
| 2    |        | Temple de Vespasià             | També anomenat Aedes Genii Augusti, va estar dedicat al genius dels emperadors romans. Construït durant el període d'August, es va trobar una estàtua de bronze de l'emperador a la cel·la, mentre que al centre del pati hi ha un altar amb el relleu d'una escena de sacrificis.                                                                                |      |
| 3    |        | Santuari dels Lars Públics     | Construït després del terratrèmol de Pompeia del 62 per expiar la ira dels déus, va ser dedicat als Lars, i en el moment de l'erupció encara no s'havia completat. |      |
| 4    |        | Altar dels Déus                | - |      |
| 5    |        | Botiga                         | - |      |
| 6    |        | Botiga                         | - |      |
| 7    |        | Macèl·lum                      | Era el mercat de la ciutat i a l'interior s'hi venia tant carn com peix, i a més a més s'hi organitzaven banquets en honor de l'emperador. A l'interior, l'estructura mostra un gran pati i les parets estan pintades segons el quart estil pompeià. A la banda est hi ha tres habitacions, de les quals la central servia de sacellum per a la família imperial. |      |
| 8    |        | Entrada secundària (VII.9.7.)  | - |      |
| 9    |        | Botiga                         | - |      |
| 10   |        | Botiga                         | - |      |
| 11   |        | Botiga                         | - |      |
| 12   |        | Botiga                         | - |      |
| 13   | -      | Accés a la planta superior     | - |      |
| 14   | -      | Botiga                         | - |      |
| 15   | -      | Botiga                         | - |      |
| 16   | -      | Botiga                         | - |      |
| 17   | -      | Botiga                         | - |      |
| 18   | -      | Botiga                         | - |      |
| 19   | -      | Entrada secundària (VII.9.7.)  | - |      |
| 20   | -      | Botiga                         | - |      |
| 21   | -      | Botiga                         | - |      |
| 22   | -      | Thermopolium                   | - |      |
| 23   | -      | Botiga                         | - |      |
| 24   | -      | Botiga                         | - |      |
| 25   | -      | Botiga                         | - |      |
| 26   | -      | Botiga                         | - |      |
| 27   | -      | Botiga                         | - |      |
| 28   | -      | Botiga                         | - |      |
| 29   | -      | Botiga                         | - |      |
| 30   | -      | Thermopolium de Donat i Verp   | - |      |
| 31   | -      | Cuina                          | - |      |
| 32   | -      | Accés a la planta superior     | - |      |
| 33   | -      | Casa del Rei de Prússia        | Probablement era un caupona i està composta per un atri, una cuina, un dormitori i un pis superior. A l'atri es pot veure el fresc que representa un paisatge i un larari, i a la base hi havia una font decorada amb mosaics, actualment malmesa. A la casa també es va trobar un fresc eròtic conservat al Museu Arqueològic de Nàpols.                         |      |
| 34   | -      | Botiga                         | - |      |
| 35   | -      | Accés a la planta superior     | - |      |
| 36   | -      | Botiga                         | - |      |
| 37   | -      | Entrada secundària (VII.9.36.) | - |      |
| 38   | -      | Casa sense nom                 | - |      |
| 39   | -      | Entrada secundària (VII.9.38.) | - |      |
| 40   | -      | Casa sense nom                 | - |      |
| 41   | -      | Botiga                         | - |      |
| 42   | -      | Entrada secundària (VII.9.7.)  | - |      |
| 43   | -      | Entrada secundària (VII.9.3.)  | - |      |
| 44   | -      | Botiga                         | - |      |
| 45   | -      | Accés a la planta superior     | - |      |
| 46   | -      | Botiga                         | - |      |
| 47   | -      | Casa de Mart i Venus           | També anomenada Casa de les Noces d’Hèrcules i Hebe, data del segle ii aC. Té un atri toscà i peristil. Potser una part de la construcció era de fusta, tal com ho mostra una sèrie de forats deixats pels pals al voltant de l'impluvium. |      |
| 48   | -      | Botiga                         | - |      |
| 49   | -      | Botiga                         | - |      |
| 50   | -      | Botiga                         | - |      |
| 51   | -      | Estable                        | - |      |
| 52   | -      | Accés a la planta superior     | - |      |
| 53   | -      | Entrada secundària (VII.9.54.) | - |      |
| 54   | -      | Botiga                         | - |      |
| 55   | -      | Entrada secundària (VII.9.54.) | - |      |
| 56   | -      | Entrada secundària (VII.9.54.) | - |      |
| 57   | -      | Thermopolium                   | - |      |
| 58   | -      | Botiga                         | - |      |
| 59   | -      | Botiga                         | - |      |
| 60   | -      | Entrada secundària (VII.9.63.) | - |      |
| 61   | -      | Botiga                         | - |      |
| 62   | -      | Botiga                         | - |      |
| 63   | -      | Casa de la Pescadora           | - |      |
| 64   | -      | Accés a la planta superior     | - |      |
| 65   | -      | Entrada secundària (VII.9.47.) | - |      |
| 66   | -      | Entrada secundària (VII.9.43.) | - |      |
| 67   |        | Entrada secundària (VII.9.1.)  | - |      |
| 68   |        | Botiga                         | - |      |

## Insula 10
| Pos. | Imatge | Nom                             | Descripció | Ref. |
| ---- | ------ | ------------------------------- | --- | ---- |
| 1    | -      | Accés a la planta superior      | - |      |
| 2    | -      | Botiga                          | - |      |
| 3    | -      | Casa de la Caça Nova            | Va ser excavada el 1821 i el 1863. L'atri té restes de mosaic al paviment, amb un disseny central al tablinum. Al voltant de la sala d'entrada, on també es va trobar un fresc amb Ariadna i Teseu, hi ha dormitoris, amb parts d'arrebossat a les parets i trossos de paviment. El jardí, amb un peristil recolzat en columnes estriades i una petita font central, devia ser embellit amb un gran fresc d'animals. |      |
| 4    | -      | Botiga                          | - |      |
| 5    | -      | Casa sense nom                  | - |      |
| 6    | -      | Botiga                          | - |      |
| 7    | -      | Botiga                          | - |      |
| 8    | -      | Entrada secundària (VII.10.5.)  | - |      |
| 9    | -      | Entrada secundària (VII.10.12.) | - |      |
| 10   | -      | Botiga                          | - |      |
| 11   | -      | Accés a la planta superior      | - |      |
| 12   | -      | Casa amb botiga                 | - |      |
| 13   | -      | Taller de rentatge de llana     | - |      |
| 14   | -      | Entrada secundària (VII.10.3.)  | - |      |
| 15   | -      | Entrada secundària (VII.10.1.)  | - |      |

## Insula 11
| Pos. | Imatge | Nom                             | Descripció | Ref. |
| ---- | ------ | ------------------------------- | ---------- | ---- |
| 1    | -      | Mercat                          | -          |      |
| 2    | -      | Casa sense nom                  | -          |      |
| 3    | -      | Botiga                          | -          |      |
| 4    | -      | Accés a la planta superior      | -          |      |
| 5    | -      | Taller de rentatge de llana     | -          |      |
| 6    | -      | Hospici                         | -          |      |
| 7    | -      | Hospici                         | -          |      |
| 8    | -      | Accés a la planta superior      | -          |      |
| 9    | -      | Estable                         | -          |      |
| 10   | -      | Casa sense nom                  | -          |      |
| 11   | -      | Hospici dels Cristians          | -          |      |
| 12   | -      | Habitació de prostitutes        | -          |      |
| 13   | -      | Caupona                         | -          |      |
| 14   | -      | Entrada secundària (VII.11.11.) | -          |      |
| 15   | -      | Botiga                          | -          |      |
| 16   | -      | Botiga                          | -          |      |
| 17   | -      | Botiga                          | -          |      |

## Insula 12
| Pos. | Imatge | Nom                                            | Descripció | Ref. |
| ---- | ------ | ---------------------------------------------- | --- | ---- |
| 1    | -      | Casa sense nom                                 | - |      |
| 2    | -      | Fleca                                          | - |      |
| 3    | -      | Casa de L. Cecili Capel·la                     | També anomenada Casa del Príncep Enric d'Holanda, fou excavada el 1845 i el 1863. Presentava diverses inscripcions electorals a la façana. A l'interior consta d'un passadís d'entrada, atri i jardí amb peristil que tenia una petita piscina amb font al centre, on es va trobar una estàtua d’un nen mig despullat, agafant amb les mans el cap i la cua d'un dofí.                                                                                            |      |
| 4    | -      | Botiga                                         | - |      |
| 5    | -      | Botiga                                         | - |      |
| 6    | -      | Botiga                                         | - |      |
| 7    | -      | Fleca                                          | - |      |
| 8    | -      | Botiga                                         | - |      |
| 9    | -      | Botiga                                         | - |      |
| 10   | -      | Botiga de Fest                                 | - |      |
| 11   | -      | Casa del Forn                                  | - |      |
| 12   | -      | Botiga                                         | - |      |
| 13   | -      | Fleca de Sabí                                  | - |      |
| 14   | -      | Escola de L. Corneli Amand i L. Corneli Pròcul | - |      |
| 15   | -      | Thermopolium                                   | - |      |
| 16   | -      | Hospici                                        | - |      |
| 17   | -      | Entrada secundària (VII.12.21.)                | - |      |
| 18   | -      | Lupanar                                        | És el bordell més famós de Pompeia, també conegut com el Lupanare Grande. |      |
| 19   | -      | Entrada secundària (VII.12.18.)                | - |      |
| 20   | -      | Entrada secundària (VII.12.18.)                | - |      |
| 21   | -      | Casa de Narcís                                 | També anomenada Casa de l'Estàtua de Narcís, s'anomena així per la descoberta d'una estàtua de bronze, en una habitació propera a l'entrada, que representa Narcís o Dionís. L'atri té un impluvium de marbre i, com els dormitoris que es troben al voltant, hi ha restes de decoracions a les parets. Després segueix el triclini i la cuina, amb les restes de la llar de foc. A l'interior també s'hi van trobar diversos estris de cuina de bronze i gerres. |      |
| 22   | -      | Accés a la planta superior                     | - |      |
| 23   | -      | Casa de Camil                                  | S'havia utilitzat com a taller per produir llana. Des de l'atri, a través d'uns esglaons, és possible arribar al triclini i al jardí, on originàriament, en quatre fornícules, hi havia quatre estàtues pintades de blau. En algunes habitacions es conserven les decoracions de les parets, tant pel que fa a l'arrebossat com a l'estuc. |      |
| 24   | -      | Botiga                                         | - |      |
| 25   | -      | Entrada secundària (VII.12.26.)                | - |      |
| 26   | -      | Casa de Corneli Diadumen                       | Es denomina així per un segell que es va trobar a la casa i on consta aquest nom. Encara es conserven diverses decoracions pictòriques a la casa, tant al triclini com a les habitacions amb vistes al jardí. Els frescos més ben conservats s'han arrencat per conservar-los al Museu Arqueològic de Nàpols, com el d'Àrtemis i la nimfa Cal·listo, que es trobava al triclini, i el d'Afrodita, trobat en una habitació propera a l'atri.                       |      |
| 27   | -      | Botiga                                         | - |      |
| 28   | -      | Casa del Balcó Penjant                         | Té la particularitat d'haver conservat una part del pis superior, que sobresurt al carrer des de l'entrada de sota. A l'interior, hi ha un jardí central amb peristil recolzat per tres columnes i un pilar, on també hi havia una font decorada amb una estàtua d'un nen que porta una petxina a la mà i recolzat sobre un pedestal, embellit amb un cap de bronze de Júpiter.                                                                                   |      |
| 29   | -      | Latrina pública                                | - |      |
| 30   | -      | Casa sense nom                                 | - |      |
| 31   | -      | Accés a la planta superior                     | - |      |
| 32   | -      | Botiga                                         | - |      |
| 33   | -      | Habitació de prostitutes                       | - |      |
| 34   | -      | Popina                                         | - |      |
| 35   | -      | Hostal                                         | - |      |
| 36   | -      | Entrada secundària (VII.12.35.)                | - |      |
| 37   | -      | Entrada secundària (VII.12.1.)                 | - |      |

## Insula 13
| Pos. | Imatge | Nom                            | Descripció | Ref. |
| ---- | ------ | ------------------------------ | --- | ---- |
| 1    |        | Botiga                         | - |      |
| 2    |        | Botiga                         | - |      |
| 3    | -      | Botiga                         | - |      |
| 4    |        | Casa de Ganimedes              | També anomenada Casa de les Quatre Estacions, es va excavar el 1839 i el 1863. Es conserven restes de l'impluvium a l'atri i al voltant dels dormitoris i de l'oecus, amb restes d'arrebossat de color groc i vermell. Al jardí hi ha restes de les columnes del peristil i l'entrada al triclini, que originalment tenia parets estucades de blanc amb dibuixos en relleu. |      |
| 5    |        | Botiga                         | - |      |
| 6    |        | Botiga                         | - |      |
| 7    |        | Casa amb botiga                | - |      |
| 8    |        | Casa de Luci Cecili Comú       | També anomenada Casa de M. Estronni Favorí, té un llarg passadís d'accés on hi havia l'escala que donava al pis de dalt. L'atri conserva l'impluvium envoltat de les restes de quatre columnes, i al voltant s'obren les habitacions de la casa, inclosa la cuina, amb un banc de maçoneria, i el triclini, amb restes del sòcol vermell.                                   |      |
| 9    |        | Botiga                         | - |      |
| 10   |        | Botiga                         | - |      |
| 11   | -      | Accés a la planta superior     | - |      |
| 12   | -      | Entrada secundària (VII.13.9.) | - |      |
| 13   | -      | Botiga                         | - |      |
| 14   | -      | Entrada secundària (VII.13.8.) | - |      |
| 15   | -      | Habitació de prostitutes       | - |      |
| 16   | -      | Habitació de prostitutes       | - |      |
| 17   | -      | Entrada secundària (VII.13.4.) | - |      |
| 18   | -      | Entrada secundària (VII.13.4.) | - |      |
| 19   | -      | Habitació de prostitutes       | - |      |
| 20   | -      | Thermopolium                   | - |      |
| 21   | -      | Taverna                        | - |      |
| 22   | -      | Botiga                         | - |      |
| 23   | -      | Botiga                         | - |      |
| 24   | -      | Thermopolium                   | - |      |
| 25   | -      | Entrada secundària (VII.13.1.) | - |      |

## Insula 14
| Pos. | Imatge | Nom                             | Descripció | Ref. |
| ---- | ------ | ------------------------------- | --- | ---- |
| 1    |        | Botiga                          | - |      |
| 2    |        | Botiga                          | - |      |
| 3    |        | Botiga                          | - |      |
| 4    |        | Accés a la planta superior      | - |      |
| 5    |        | Casa del Canvi                  | També anomenada Casa del Banquer o Casa de la Reina d'Anglaterra, fou excavada entre 1838 i 1863. A l'atri hi ha un característic larari amb fornícula, sostingut per una columna i dues semicolumnes adossades a la paret. Hi ha restes del paviment de mosaic o de peces de marbre, i de la decoració de les parets. A la cuina hi ha un forn i un bullidor, mentre que en una altra sala hi ha unes tines on es tenyien els teixits. |      |
| 6    |        | Botiga                          | - |      |
| 7    |        | Accés a la planta superior      | - |      |
| 8    |        | Botiga                          | - |      |
| 9    |        | Casa de Valeri Popidi           | També anomenada Casa dels Coloms, fou explorada el 1838. Després de passar el passadís d'entrada, s'entra a l'atri amb impluvium de marbre i envoltat de dormitoris i un oecus. Segueix el tablinum i el jardí, amb un pòrtic a la part sud sostingut per cinc pilars. La cuina també estava equipada amb forn. Es va trobar un esquelet humà dins de la casa.                                                                          |      |
| 10   |        | Botiga                          | - |      |
| 11   |        | Botiga                          | - |      |
| 12   |        | Botiga                          | - |      |
| 13   |        | Botiga                          | - |      |
| 14   |        | Botiga                          | - |      |
| 15   | -      | Casa de L. Cecili Comú          | També anomenada Casa de M. Estronni Favorí, fou excavada el 1840 i el 1862. La casa consta d'atri, dormitoris i cuina. Li manca el jardí, recreat directament al tablinum mitjançant una pintura. Es poden observar petites restes de mosaic decoratiu a la paret d'un rebost. |      |
| 16   | -      | Accés a la planta superior      | - |      |
| 17   | -      | Entrada secundària (VII.14.17.) | - |      |
| 18   | -      | Entrada secundària (VII.14.17.) | - |      |
| 19   | -      | Entrada secundària (VII.14.17.) | - |      |
| 20   | -      | Entrada secundària (VII.14.1.)  | - |      |

## Insula 15
| Pos. | Imatge | Nom                             | Descripció | Ref. |
| ---- | ------ | ------------------------------- | --- | ---- |
| 1    | -      | Casa sense nom                  | - |      |
| 2    | -      | Casa del Mariner                | També anomenada Casa de Níobe o Casa del Gall, conserva restes del mosaic del paviment al passadís d'entrada, a l'atri, en un dormitori –amb dissenys geomètrics– i al tablinum. El jardí va ser arrasat per algunes bombes caigudes durant un bombardeig durant la Segona Guerra Mundial. Una peculiaritat n'és la presència d'unes petites termes amb calidari i tepidari, a més dels vestidors.        |      |
| 3    | -      | Casa sense nom                  | - |      |
| 4    | -      | Caupona                         | - |      |
| 5    | -      | Thermopolium                    | - |      |
| 6    | -      | Botiga                          | - |      |
| 7    | -      | Identificació no segura         | - |      |
| 8    | -      | Casa sense nom                  | - |      |
| 9    | -      | Casa sense nom                  | - |      |
| 10   | -      | Hostal                          | - |      |
| 11   | -      | Entrada secundària (VII.15.12.) | - |      |
| 12   | -      | Casa sense nom                  | - |      |
| 13   | -      | Casa d'A. Octavi Prim           | Va ser explorada el 1859 i el 1872, i danyada per una bomba durant la Segona Guerra Mundial. A l'atri, a més de l'impluvium, es conserven les quatre columnes que recolzaven el compluvium, un brocal de pou i una taula de marbre amb els peus decorats. Al triclini hi ha restes de pintura, mentre que a la cuina es conserva part d'un larari, amb una serp que s'enfila a una columna, feta d'estuc. |      |
| 14   | -      | Casa de C. Juli Nicèfor         | Va ser excavada el 1859 i el 1872 i és de dimensions modestes. Es compon simplement d'un atri, una cuina, diverses habitacions petites i un oecus amb vistes al jardí, on hi ha restes del peristil. |      |
| 15   | -      | Botiga                          | - |      |
| 16   | -      | Graner                          | - |      |

## Insula 16
| Pos. | Imatge | Nom                             | Descripció | Ref. |
| ---- | ------ | ------------------------------- | --- | ---- |
| 1    |        | Casa sense nom                  | - |      |
| 2    |        | Botiga                          | - |      |
| 3    | -      | Casa d'Emili Crescent           | Té la planta irregular i, després de ser explorada el 1842 i el 1872, va ser greument malmesa per un bombardeig el 1943 que en va destruir la major part de les decoracions. Més tard, el 1950, va ser restaurada. A prop de la porta principal hi havia dues inscripcions electorals, que van ser arrencades per ser conservades al Museu Arqueològic de Nàpols.                                                                               |      |
| 4    |        | Botiga                          | - |      |
| 5    |        | Accés a la planta superior      | - |      |
| 6    |        | Botiga                          | - |      |
| 7    |        | Thermopolium de Flavus Nicèfor  | - |      |
| 8    | -      | Accés a la planta superior      | - |      |
| 9    | -      | Fleca                           | - |      |
| 10   | -      | Casa del Príncep de Montenegro  | Va ser excavada el 1851, però va ser fortament danyada pels bombardejos de 1943. De fet, se'n va destruir l'atri i diverses habitacions que tenien decoracions del tercer i quart estil pompeià. |      |
| 11   | -      | Botiga                          | - |      |
| 12   | -      | Entrada secundària (VII.16.13.) | - |      |
| 13   | -      | Casa d'Umbrici Escaure II       | Va ser excavada del 1851 al 1858, però va ser fortament bombardejada el 1943, cosa que la va reduir a una pila de runes. Tenia una planta regular, un atri amb impluvium, un tablinum i un peristil amb una piscina central envoltada de columnes, així com dinou habitacions. Entre les principals decoracions que s'hi van trobar, hi havia restes de sòcols de color groc a les parets i mosaics al paviment, en alguns casos fent dibuixos. |      |
| 14   | -      | Entrada secundària (VII.16.13.) | - |      |
| 15   | -      | Casa d'Umbrici Escaure I        | Va ser fortament bombardejada durant la Segona Guerra Mundial, cosa que en va provocar la destrucció gairebé total i la va reduir a una pila de runes. No s'hi van fer treballs de restauració fins als anys 2010 i 2011; tanmateix, en algunes zones encara és possible observar les restes del mosaic del terra i el sòcol groc de diverses sales.                                                                                            |      |
| 16   | -      | Entrada secundària (VII.16.13.) | - |      |
| 17   | -      | Casa de Maius Castrici          | Forma part del complex de la Casa de Fabi Ruf i s'anomena així perquè s'hi va descobrir una inscripció osca que inclou aquest nom. La casa devia estar composta d'un peristil amb columnes al llarg del qual s'obrien les habitacions, i d'un jardí a les parets del qual es representen animals, pigmeus i gladiadors. |      |
| 18   | -      | Entrada secundària (VII.16.22.) | - |      |
| 19   | -      | Botiga                          | - |      |
| 20   | -      | Entrada secundària (VII.16.22.) | - |      |
| 21   | -      | Entrada secundària (VII.16.22.) | - |      |
| 22   | -      | Casa de Fabi Ruf                | És el resultat de la unió de diversos edificis i està adossada a la muralla de la ciutat, en posició panoràmica, amb vista al golf de Nàpols. És de grans dimensions, amb decoracions interiors en quart estil pompeià. A prop de l'atri, l'estructura també estava equipada amb unes petites termes. |      |

## Fora de la muralla
| Pos. | Imatge | Nom               | Descripció | Ref. |
| ---- | ------ | ----------------- | --- | ---- |
| 1    |        | Termes Suburbanes | Es van construir al segle i i han sofert diverses ampliacions al llarg dels anys. Eren el complex termal més modern de la ciutat. A l'interior es conserven mosaics al paviment i frescos a les parets, dels quals destaquen una sèrie de plafons de tema eròtic, pintats a l'apodyterium. |      |